# رولاند بيريز
رولاند بيريز (بالإنجليزية: Rolando Perez) (1985 بسان دييغو في الولايات المتحدة - ) هو ملاكم أمريكي.

## روابط خارجية
- رولاند بيريز على موقع IMDb (الإنجليزية)
- رولاند بيريز على موقع بوكس ريك (الإنجليزية) (registration required)
- رولاند بيريز على موقع شيردوغ (الإنجليزية)